# II. Liuva nyugati gót király
II. Liuva, más írásmóddal Leova (584 – 603 decembere) nyugati gót király 601-től 603 nyaráig.

## Élete
I. Rekkared fia. Másfél évi uralkodása után Witterich vezetésével összeesküvés taszította le a trónról. Liuvát Witterich ölette meg.